# El Guamúchil, Nayarit
El Guamúchil är en ort i Mexiko.   Den ligger i kommunen Bahía de Banderas och delstaten Nayarit, i den centrala delen av landet, 700 km väster om huvudstaden Mexico City. El Guamúchil ligger 287 meter över havet och antalet invånare är 387.
Terrängen runt El Guamúchil är lite kuperad.  Närmaste större samhälle är Bucerías, 8,9 km sydost om El Guamúchil. I omgivningarna runt El Guamúchil växer i huvudsak lövfällande lövskog.